# Arquidiócesis de Utrecht
La arquidiócesis de Utrecht (en latín: Archidioecesis Ultraiectensis y en neerlandés: Aartsbisdom Utrecht) es una circunscripción eclesiástica de la Iglesia católica en los Países Bajos. Se trata de una arquidiócesis latina, sede metropolitana de la provincia eclesiástica de Utrecht. Desde el 11 de diciembre de 2007 su arzobispo es el cardenal Willem Jacobus Eĳk.

## Territorio y organización

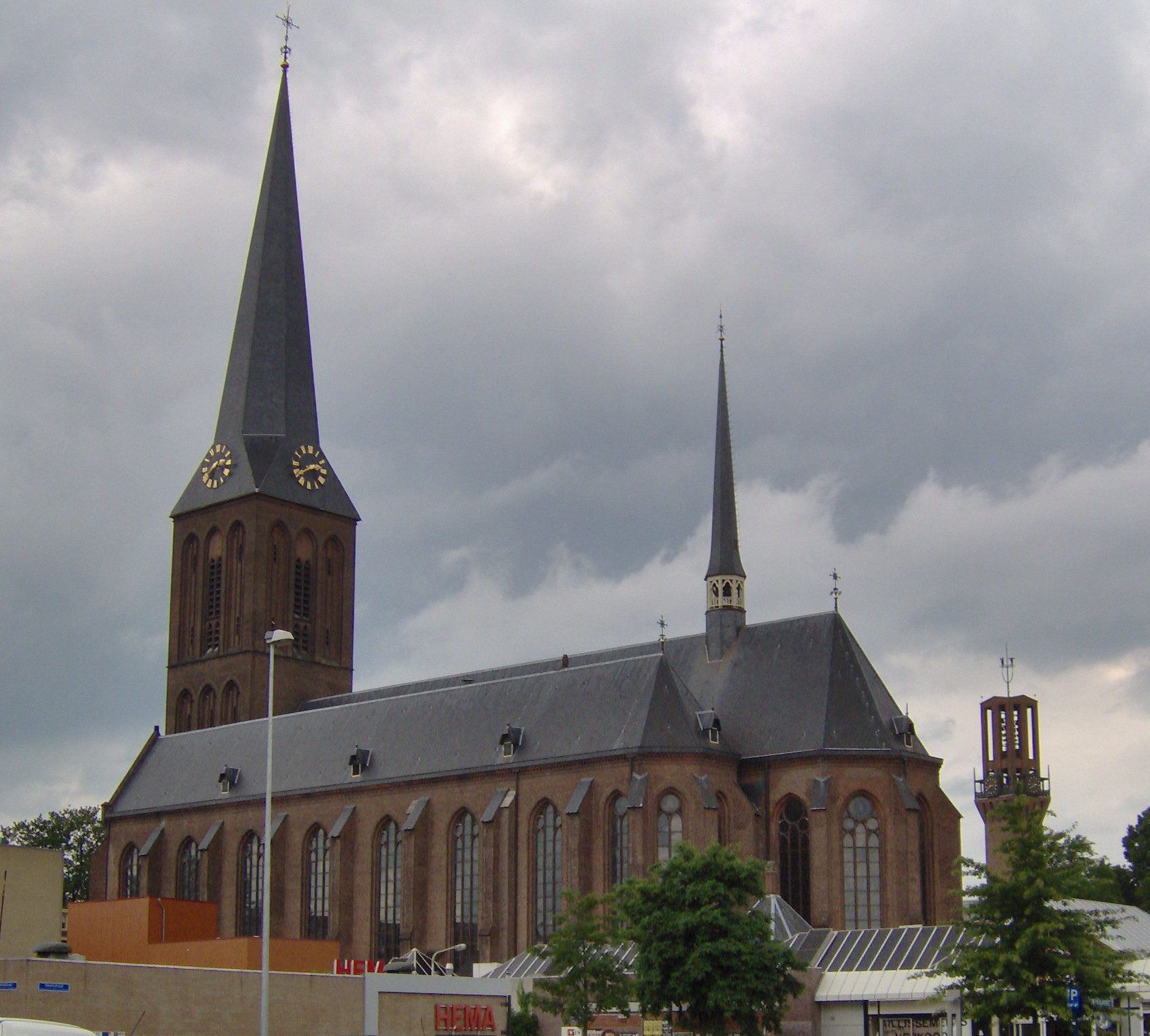
Basílica de San Lamberto, en Hengelo

La arquidiócesis tiene 10 000 km² y extiende su jurisdicción sobre los fieles católicos de rito latino residentes en las provincias de Utrecht, Güeldres y Overijssel y la parte central de la provincia de Flevoland.

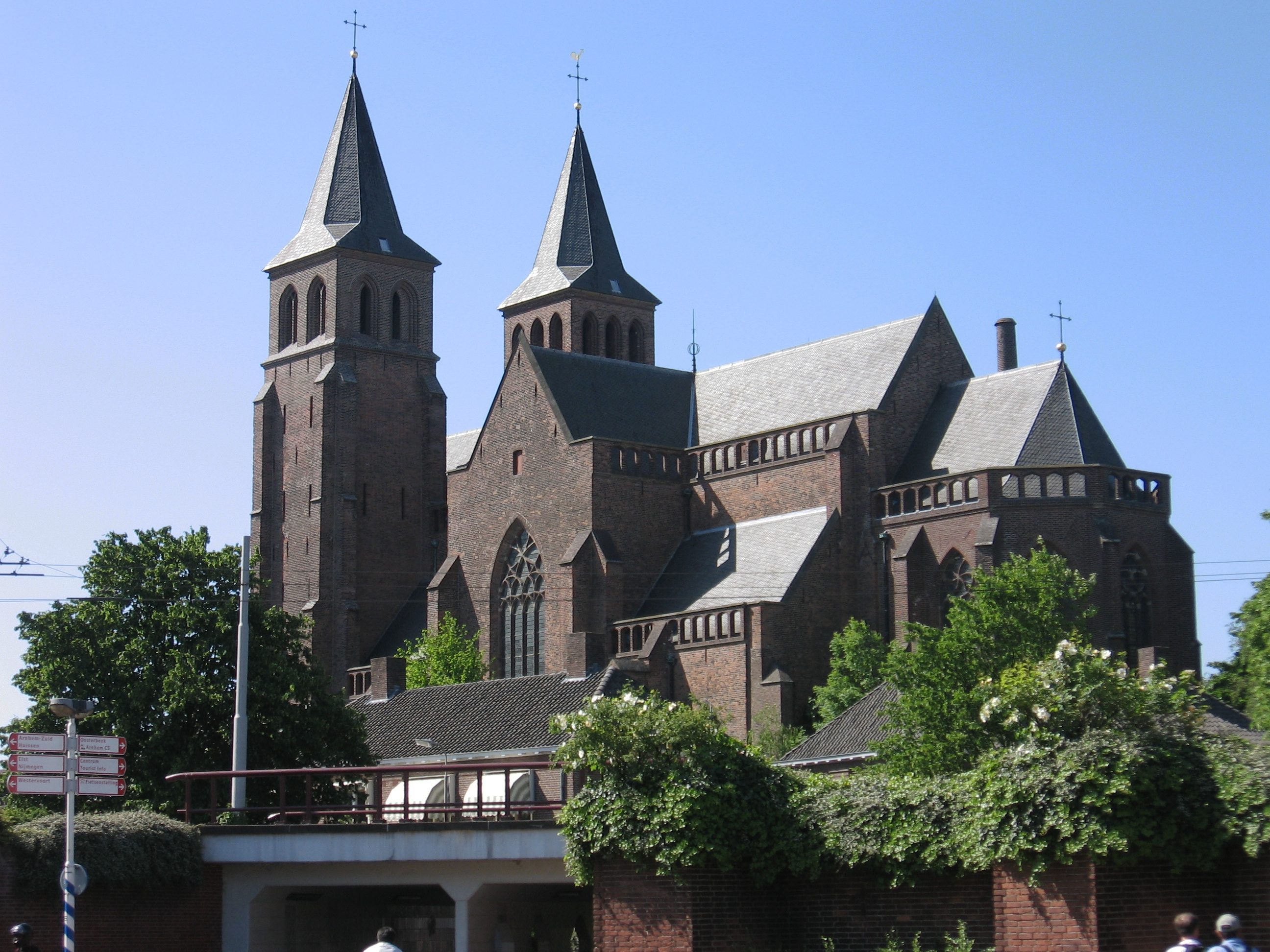
Exbasílica de Santa Walburga, en Arnhem

La sede de la arquidiócesis se encuentra en la ciudad de Utrecht, en donde se halla la Catedral de Santa Catalina. Hay 7 basílicas menores en la arquidiócesis: San Jorge, en Almelo; la de la Exaltación de la Cruz, en Raalte; San Lamberto, en Hengelo; San Nicolás, en IJsselstein; San Pancracio, en Tubbergen; San Plechelmo, en Oldenzaal y Nuestra Señora de la Asunción, en Zwolle. La exbasílica de Santa Walburga, en Arnhem fue desacralizada el 12 de mayo de 2013 por disminución de los fieles y se utiliza para eventos culturales. La excatedral de San Martín, en Utrecht, fue la sede de la arquidiócesis hasta la Reforma protestante en 1580, hoy pertenece a la Iglesia protestante en los Países Bajos.

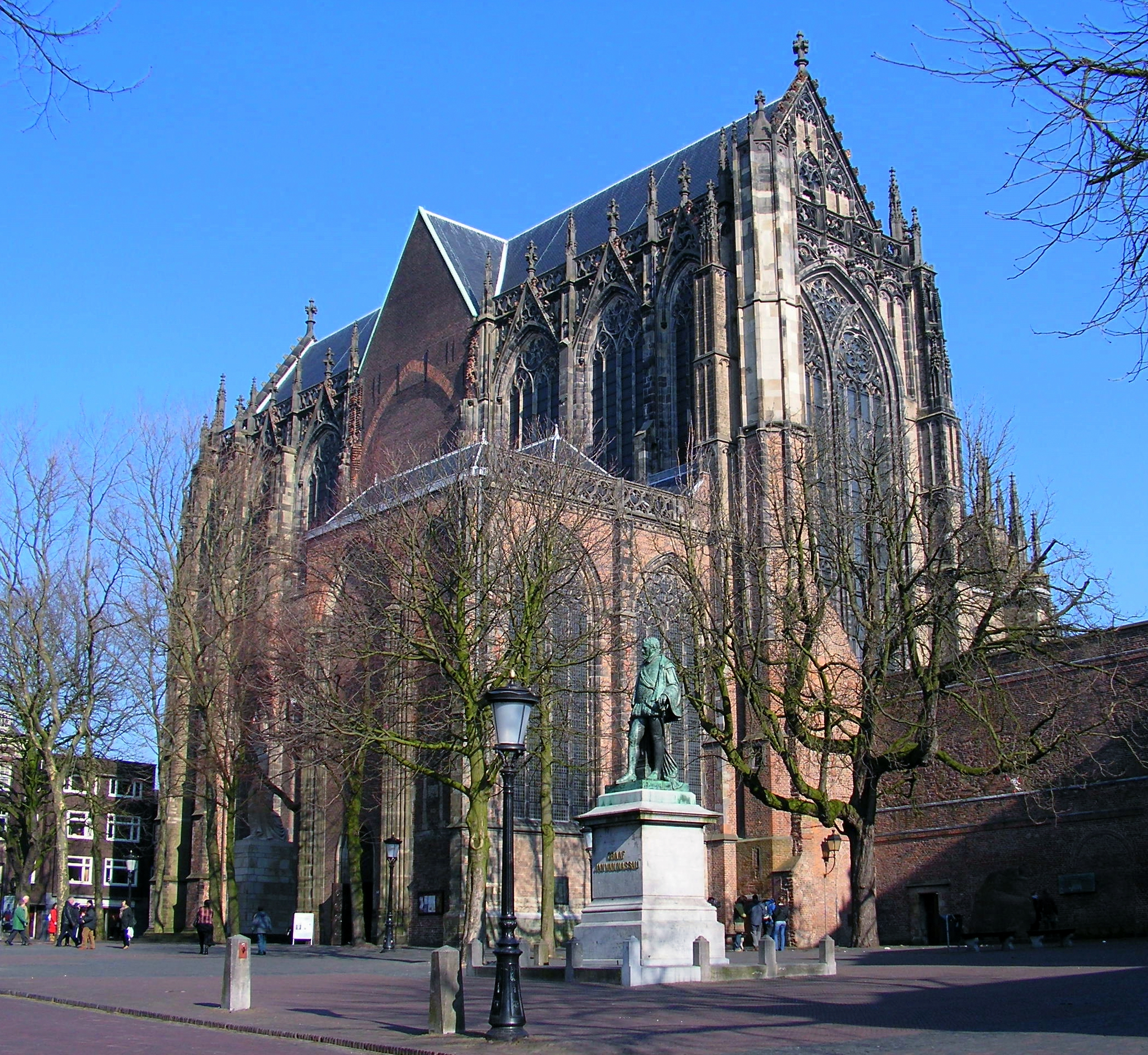
Excatedral de San Martín, en Utrecht, desde 1580 es protestante

La arquidiócesis tiene como sufragáneas a las diócesis de: Breda, Groninga-Leeuwarden, Haarlem-Ámsterdam, Roermond, Róterdam y Bolduque.

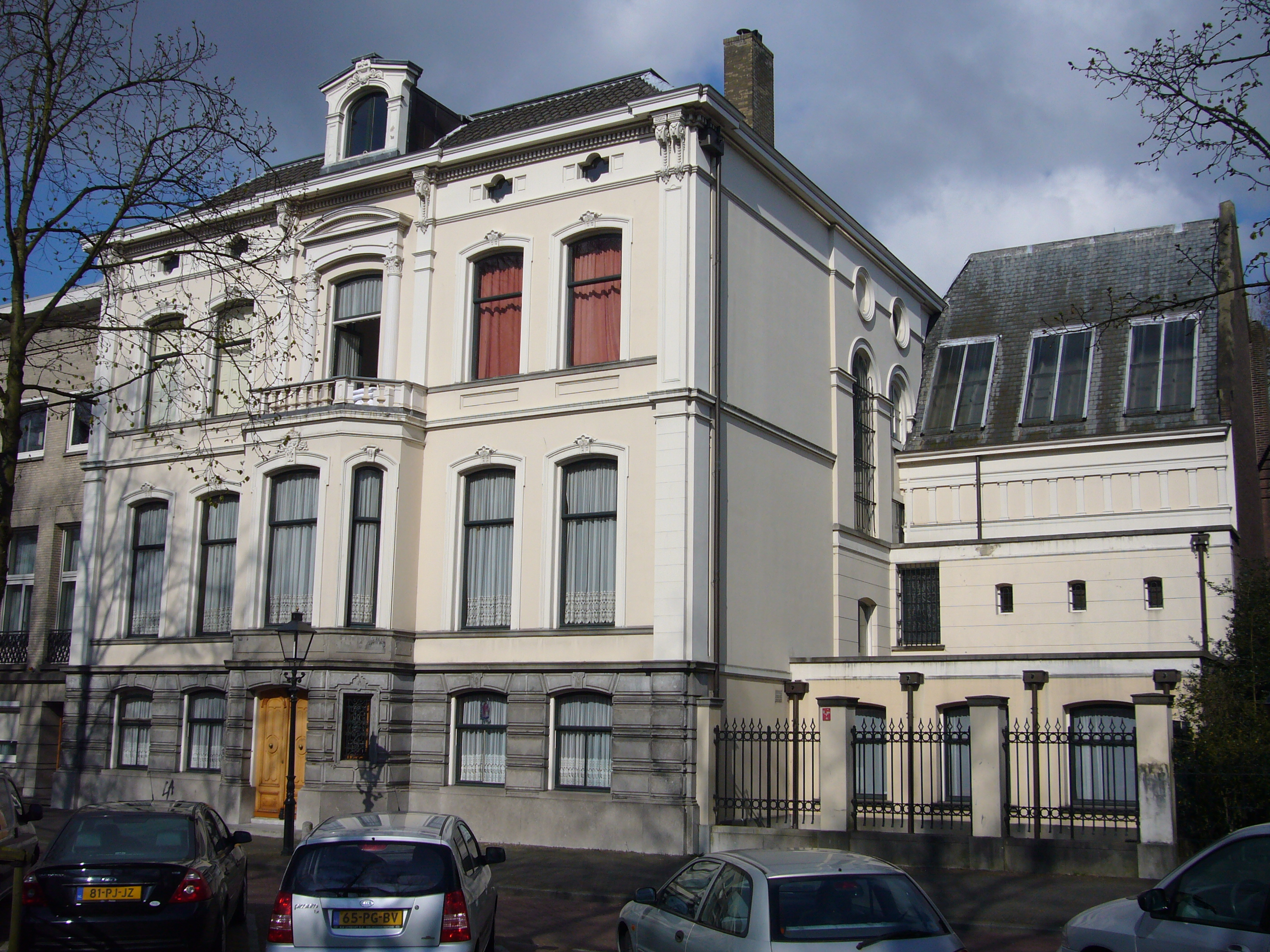
Palacio arzobispal en Utrecht

En 2023 en la arquidiócesis existían 47 parroquias agrupadas en 2 vicariatos: Deventer y Utrecht-Arnhem. Existen además 4 parroquias para migrantes:
- Cuasiparroquia de San Juan Apóstol, en Arnhem (para los fieles de la Iglesia católica siríaca en todo el territorio de los Países Bajos, incluye comunidades en Zaandam, Sittard, Zwolle, Hengelo, Zoetermeer y Róterdam);[3]
- Parroquia de Santa María, Reina de los Mártires Vietnamitas, en Cothen (para la comunidad vietnamita en los Países Bajos);[4]
- Parroquia de Nuestra Señora de Czestochowa, en Arnhem (para los católicos polacos de la arquidiócesis de Utrecht);[5]
- Cuasiparroquia de Santo Tomás Apóstol, en Zwijndrecht (para los fieles de la Iglesia católica caldea en todo el territorio de los Países Bajos).[6]

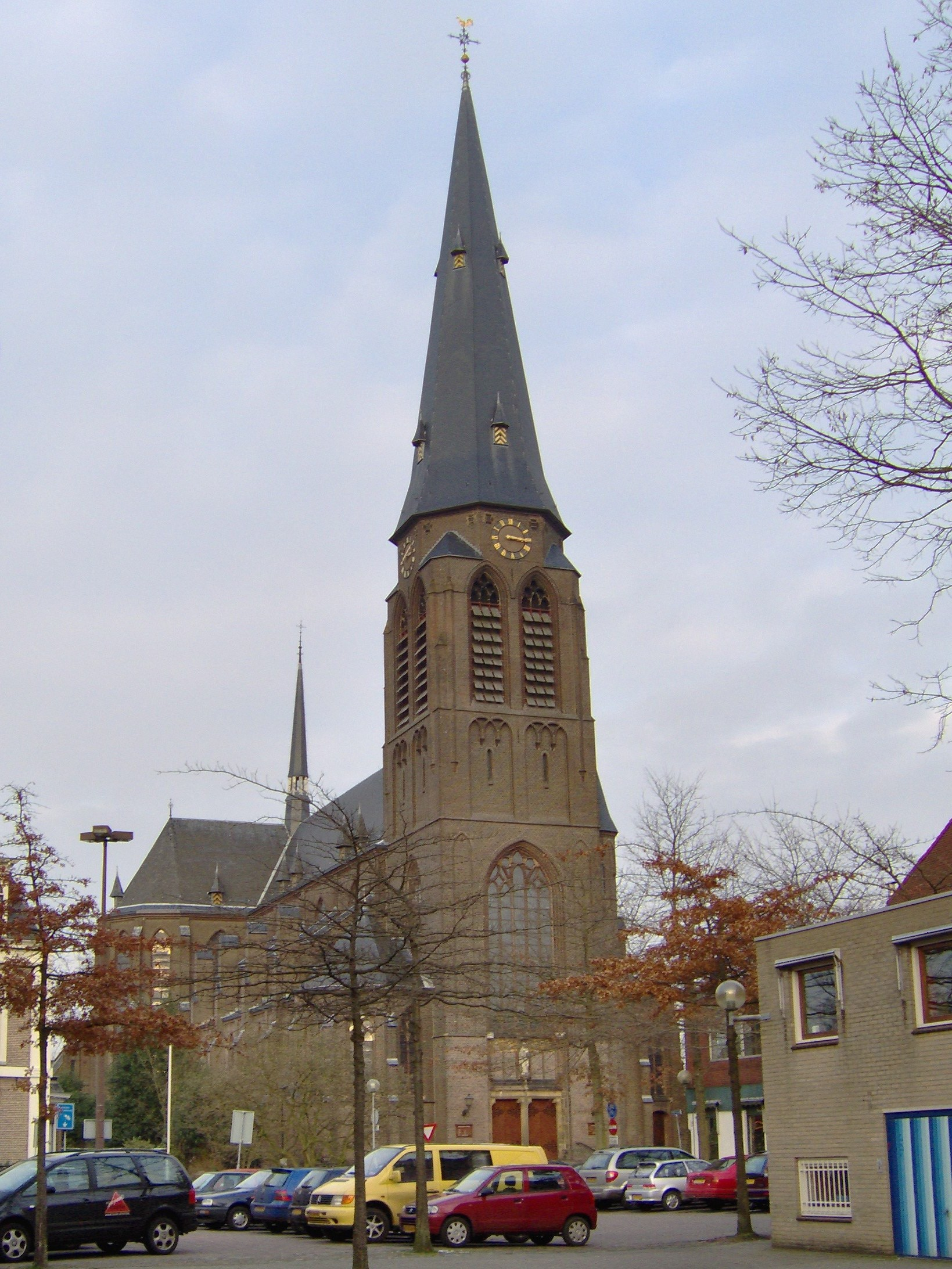
Basílica de San Jorge, en Almelo

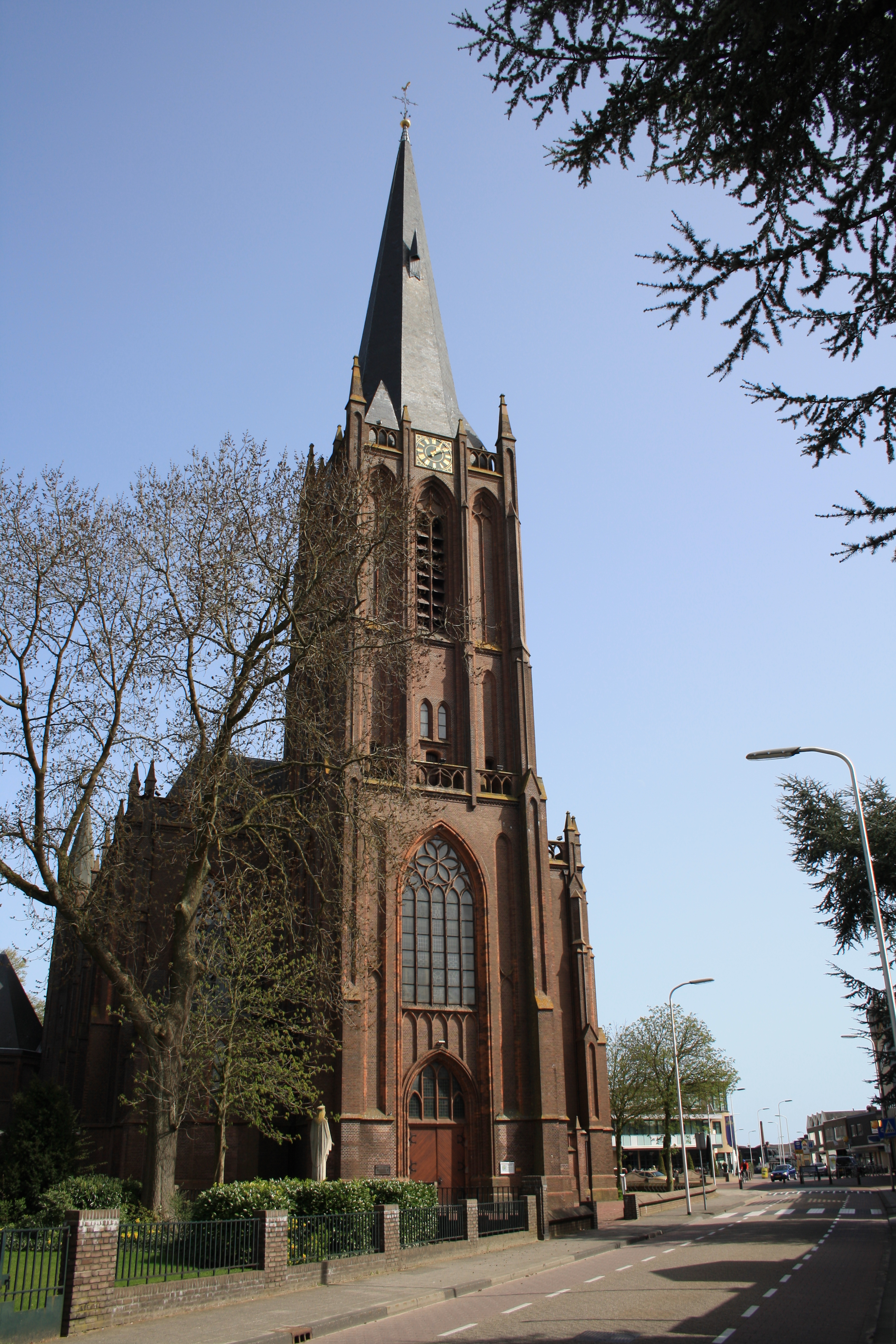
Basílica de la Exaltación de la Cruz, en Raalte

## Historia

La diócesis de Utrecht antes de las divisiones territoriales de 1559 (extraído de: Reginald Lane Poole, Historical Atlas of Modern Europe, 1902, tavola XXXVII - Germania Sacra)

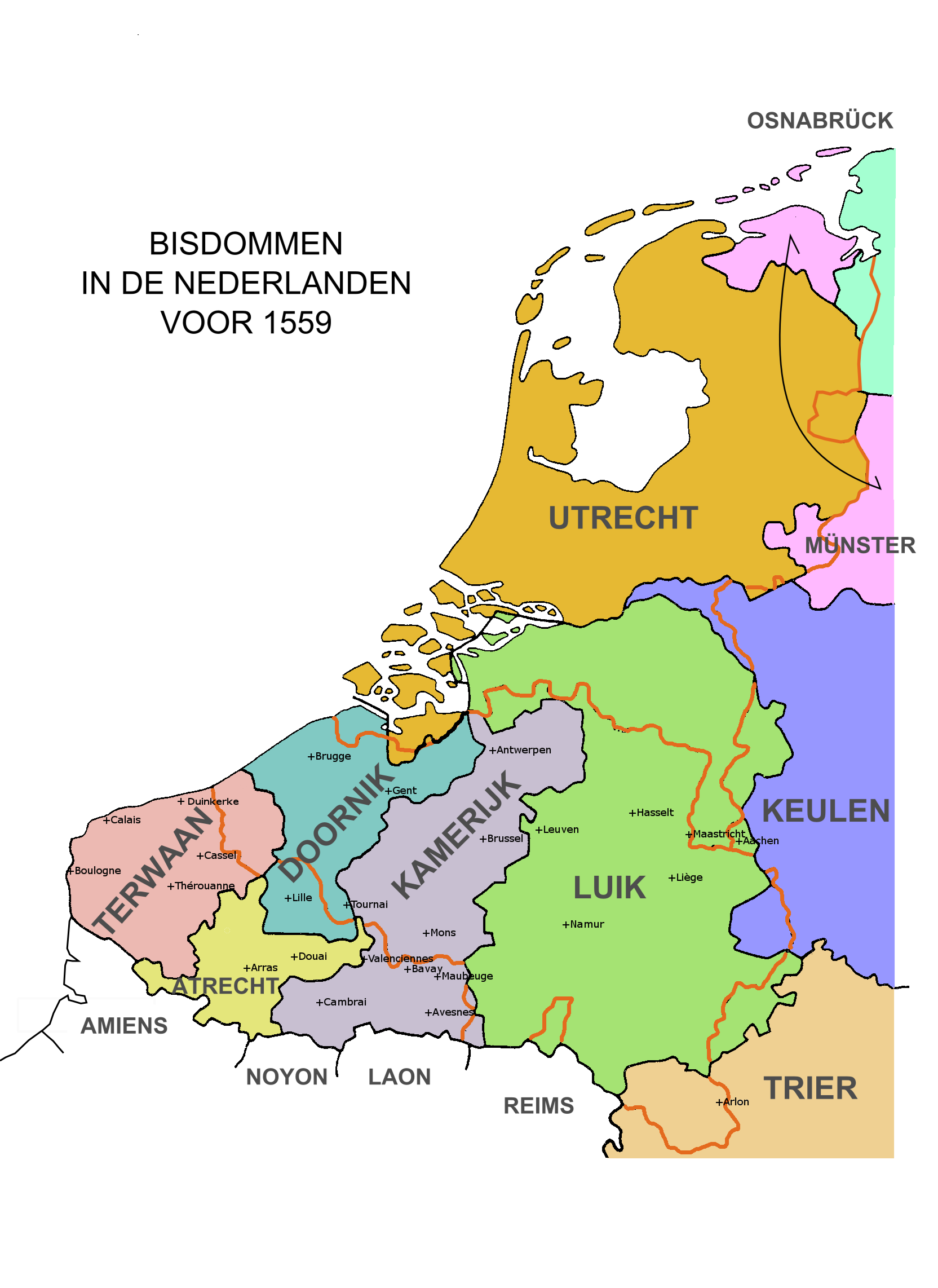
El territorio del principado arzobispal de Utrecht a mediados del (en color púrpura)

La diócesis de Utrecht fue erigida en 695 cuando Wilibrordo fue consagrado obispo de los Frisios en Roma por el papa Sergio I y con la aprobación de Pipino de Heristal pasó a ocupar la silla de la importante ciudad de Utrecht. Constituía con los obispados de Lieja y de Cambrai, las tres diócesis de la Baja Lorena, teniendo como metropolitano al arzobispo de Colonia para Lieja y Utrecht y el de Reims para Cambrai. Después de la muerte de Wilibrordo, la diócesis sufrió enormes daños por las incursiones de los frisios y, más tarde, de las de los normandos. La diócesis incluía, además de Utrecht, Coevorden hasta su conquista por Carlos de Egmond en 1522, Deventer, Kampen, Groninga y Zwolle.
Tiempos mejores pasaron durante el reinado de los emperadores sajones que invitaban con frecuencia a los obispos de Utrecht a dietas y concilios imperiales. En 1024 los obispos fueron investidos con la autoridad y el linaje de los príncipes del Sacro Imperio Romano Germánico. Al obtener la inmediación imperial, el obispo obtuvo el título de príncipe del Imperio: el territorio sobre el que se extendía su autoridad política incluía el Sticht (principado episcopal de Utrecht), correspondiente a la actual provincia de Utrecht, pero también algunos territorios conocidos como los Oversticht, aproximadamente correspondiente a las actuales provincias de Drenthe y Overijssel y la ciudad de Groninga, que no estaban en continuidad con el Sticht porque se interponían los territorios del Ducado de Gelderland, correspondiente a la actual provincia de Güeldres.
En 1122, con el Concordato de Worms, se derogó el derecho de investidura por el emperador y se reservó el derecho de prever la elección del obispo al cabildo catedralicio que, muy pronto, se vio obligado a compartirlo con los cuatro cabildos de la colegiatas más importantes de la ciudad (San Salvador, San Juan, San Pedro y Santa María). Los condes de Holanda y Güeldres, entre cuyas posesiones se extendían las tierras gobernadas por el príncipe-obispo de Utrecht, intentaron adquirir influencia política en la elección de los capítulos tratando muchas veces de imponer un candidato de su agrado. Esta situación provocó frecuentes disputas y controversias con las consiguientes frecuentes intervenciones de la Santa Sede, que se vio obligada a interferir en más de una elección. Después de mediados del siglo XIV, los papas nombraron obispos directamente en repetidas ocasiones sin tener en cuenta el derecho de los cinco capítulos, obligados por la situación de grave injerencia ejercida por los poderes políticos locales y vecinos.
En 1527 el último príncipe-obispo fue Enrique del Palatinado, quien cansado de las revueltas de sus súbditos, vendió sus territorios al emperador Carlos V y el principado pasó a formar parte de los dominios de los Habsburgo integrándose en los Países Bajos de los Habsburgo; mientras tanto, los cinco capítulos transfirieron voluntariamente su derecho de elección al emperador, con el consentimiento del papa Clemente VII.
El 12 de mayo de 1559, con la bula Super universas del papa Pablo IV, la arquidiócesis de Utrecht cedió una parte de su territorio para la erección de las diócesis de Haarlem (hoy diócesis de Haarlem-Amsterdam), de Deventer, de Groninga (hoy la diócesis de Groninga-Leeuwarden), de Leeuwarden (suprimida en 1580) y de Midelburgo (suprimida en 1603) y al mismo tiempo fue elevada al rango de arquidiócesis metropolitana con seis diócesis sufragáneas.
Pero el nuevo estado de cosas no duró mucho. Cuando las provincias del norte de los Países Bajos se rebelaron, la arquidiócesis cayó con el fin del poder español. Según los términos de la Unión de Utrecht, los derechos y privilegios de los católicos deberían haberse garantizado, pero el 14 de junio de 1580 los magistrados de Utrecht prohibieron la práctica de la religión católica. La Catedral de San Martín fue devastada y el gobierno de las Provincias Unidas de los Países Bajos no pudo controlar a los extremistas. El 25 de agosto de 1580 murió el arzobispo Schenk y dos sucesores designados por el rey de España no pudieron entrar en el territorio de la diócesis.
En 1592 el papa Clemente VII declaró a los territorios al norte del río Waal como territorio de misión, la Misión Holandesa, encomendada a vicarios apostólicos.
La sede permaneció vacante hasta 1602, cuando el cargo de arzobispo fue conferido a los vicarios apostólicos de la Misión holandesa (Hollandse Zending). Estos vicarios fueron consagrados como arzobispos titulares para no ofender la sensibilidad del gobierno holandés, pero con la condición de que asumieran el título de arzobispo de Utrecht cuando las circunstancias lo permitieran. Durante el último período del vicariato apostólico, las teorías jansenista y galicana se extendieron entre el clero de la arquidiócesis, opuestas por la Curia romana y toleradas por el obispo Van Neercassel. Cuando Petrus Codde lo sucedió, ferviente partidario del jansenismo, surgió un conflicto abierto con Roma que sólo se resolvió con la suspensión del prelado y con su sustitución por un nuevo obispo y vicario apostólico. Codde, en cambio y hasta el final de sus días, siguió considerándose arzobispo y ejerciendo una autoridad residual fuera de la comunión con la Santa Sede. La mayoría del clero de la arquidiócesis, incluso después de su desaparición, siguió reclamando el derecho a elegir un arzobispo.
En 1723 los capítulos, habiendo obtenido el permiso del gobierno holandés, procedieron a elegir un nuevo arzobispo, a quien sin embargo el papa Benedicto XIII decidió negarle el asentimiento e imponerle la excomunión (1725). Este fue el comienzo del cisma de Utrecht (o cisma católico antiguo), que continúa en la actualidad con las Iglesias de la Unión de Utrecht. No obstante, hasta 1858 todos los arzobispos vétero-católicos electos notificaron su elección al papa y hasta el Concilio Vaticano I no se consideraron separados de la Iglesia de Roma.
En 1725 los Estados Generales de los Países Bajos, en un intento de debilitar y dividir a los católicos, expulsaron a los vicarios apostólicos del país. Los superiores de la Misión holandesa se establecieron en Bruselas hasta 1794, luego el superior Ludovico Ciamberlani (1794-1828) tuvo residencia en Münster y luego en Ámsterdam y su sucesor Francesco Capaccini fijó su residencia en La Haya, donde permaneció hasta el restablecimiento de la jerarquía católica. Mientras tanto, en 1795 la República de Batavia concedió la libertad de religión a todos los ciudadanos, incluidos los católicos.
En 1843 la misión holandesa, dirigida por el encargado de negocios de la Santa Sede ante el gobierno holandés, el futuro cardenal Innocenzo Ferrieri, contaba con más de medio millón de católicos, 406 parroquias y estaciones misioneras, y más de 650 sacerdotes. La misión estaba dividida en siete arciprestazgos:
- arciprestazgo de Holanda y Zelanda, que incluía, entre otras: Ámsterdam, Róterdam, La Haya, Leiden, Haarlem y Middelburg;
- arciprestazgo de Utrecht;
- arciprestazgo de Gelderland, con sede principal en Arnhem;
- arciprestazgo de Twente;
- arciprestazgo de Salland y Drenthe, con sede principal en Zwolle;
- arciprestazgo de de Frisia, con sede principal en Leeuwarden;
- arciprestazgo de de Groninga.

El 4 de marzo de 1853 la Santa Sede, mediante el breve Ex qua die del papa Pío IX, restableció su propia jerarquía en los Países Bajos, extraoficialmente llamada Nueva Iglesia católica y la arquidiócesis de Utrecht fue restaurada con cuatro sedes sufragáneas Haarlem, Bolduque, Breda y Roermond. La nueva arquidiócesis de Utrech incluía la mayor parte de la misión de Holanda, es decir, las provincias de Utrech, Groninga, Güeldres, Frisia y Drente.
El 16 de julio de 1955 cedió una parte de su territorio para la erección de la diócesis de Groninga (hoy diócesis de Groningen-Leeuwarden) mediante la bula Dioecesium immutationes del papa Pío XII.

## Estadísticas
Según el Anuario Pontificio 2024 la arquidiócesis tenía a fines de 2023 un total de 693 000 fieles bautizados.
| Año                                                                             | Población | Población | Población      | Sacerdotes | Sacerdotes | Sacerdotes | Católicos por sacerdote | Diáconos permanentes | Religiosos | Religiosos | Parroquias y cuasiparroquias |
| Año                                                                             | Católicos | Total     | % de católicos | Total      | Diocesanos | Regulares  | Católicos por sacerdote | Diáconos permanentes | Masculinos | Femeninos  | Parroquias y cuasiparroquias |
| ------------------------------------------------------------------------------- | --------- | --------- | -------------- | ---------- | ---------- | ---------- | ----------------------- | -------------------- | ---------- | ---------- | ---------------------------- |
| 1950                                                                            | 624 000   | 1 872 000 | 33.3           | 729        | 729        |            | 855                     |                      |            |            | 377                          |
| 1969                                                                            | 849 982   | 2 856 449 | 29.8           | 895        | 768        | 127        | 949                     |                      | 127        |            | 355                          |
| 1980                                                                            | 942 000   | 3 266 000 | 28.8           | 1022       | 472        | 550        | 921                     | 1                    | 950        | 3000       | 359                          |
| 1990                                                                            | 901 862   | 3 521 322 | 25.6           | 892        | 378        | 514        | 1011                    | 24                   | 794        | 2383       | 362                          |
| 1999                                                                            | 800 000   | 3 000     | 26.7           | 276        | 276        |            | 2898                    | 55                   | 153        | 1550       | 355                          |
| 2000                                                                            | 852 752   | 3 751 379 | 22.7           | 382        | 274        | 108        | 2232                    | 60                   | 256        | 1551       | 348                          |
| 2001                                                                            | 835 823   | 3 779 499 | 22.1           | 394        | 286        | 108        | 2121                    | 54                   | 279        | 1335       | 218                          |
| 2002                                                                            | 834 348   | 3 783 699 | 22.1           | 628        | 285        | 343        | 1328                    | 63                   | 508        | 1259       | 342                          |
| 2003                                                                            | 832 068   | 3 937 376 | 21.1           | 584        | 252        | 332        | 1424                    | 62                   | 491        | 1137       | 316                          |
| 2004                                                                            | 829 184   | 3 836 649 | 21.6           | 577        | 262        | 315        | 1437                    | 69                   | 463        | 1057       | 336                          |
| 2010                                                                            | 757 000   | 3 979 000 | 19.0           | 425        | 214        | 211        | 1781                    | 85                   | 320        | 697        | 234                          |
| 2014                                                                            | 750 000   | 4 049 000 | 18.5           | 341        | 158        | 183        | 2199                    | 84                   | 288        | 540        | 232                          |
| 2017                                                                            | 753 700   | 4 070 300 | 18.5           | 323        | 140        | 183        | 2333                    | 79                   | 283        | 540        | 53                           |
| 2020                                                                            | 762 100   | 4 115 800 | 18.5           | 307        | 124        | 183        | 2482                    | 74                   | 283        | 540        | 47                           |
| 2022                                                                            | 689 000   | 4 292 430 | 16.1           | 300        | 117        | 183        | 2296                    | 71                   | 283        | 540        | 46                           |
| 2023                                                                            | 693 000   | 4 318 200 | 16.0           | 300        | 117        | 183        | 2310                    | 71                   | 283        | 540        | 46                           |
| Fuente: Catholic-Hierarchy, que a su vez toma los datos del Anuario Pontificio. |           |           |                |            |            |            |                         |                      |            |            |                              |

### Vida consagrada
En el territorio de la arquidiócesis, desempeñan su labor carismática varios institutos de vida consagrada y sociedades de vida apostólica. En Utrecht están presentes: la Orden del Císter, las Hermanas de la Adoración Siervas del Espíritu Santo, las Hermanas Agustinas de Santa Mónica, los Hermanos de San Juan, las Hermanas Misioneras Médicas, los Benedictinos del Santísimo Sacramento, la Orden de Nuestra Señora del Monte Carmelo (carmelitas), la Orden de los Carmelitas Descalzos, las Religiosas de la Pasión de Jesucristo (monjas pasionistas), las Hermanas de Betania, entre otros institutos y sociedades.

## Episcopologio

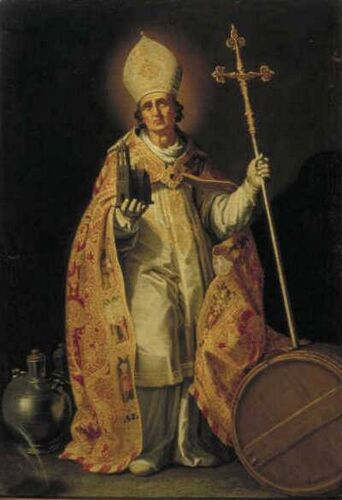
El episcopologio de Utrecht cuenta con numerosos obispos venerados como santos en la Iglesia católica. Entre los más famosos está el primer pastor de la diócesis, Willibrord de Utrecht

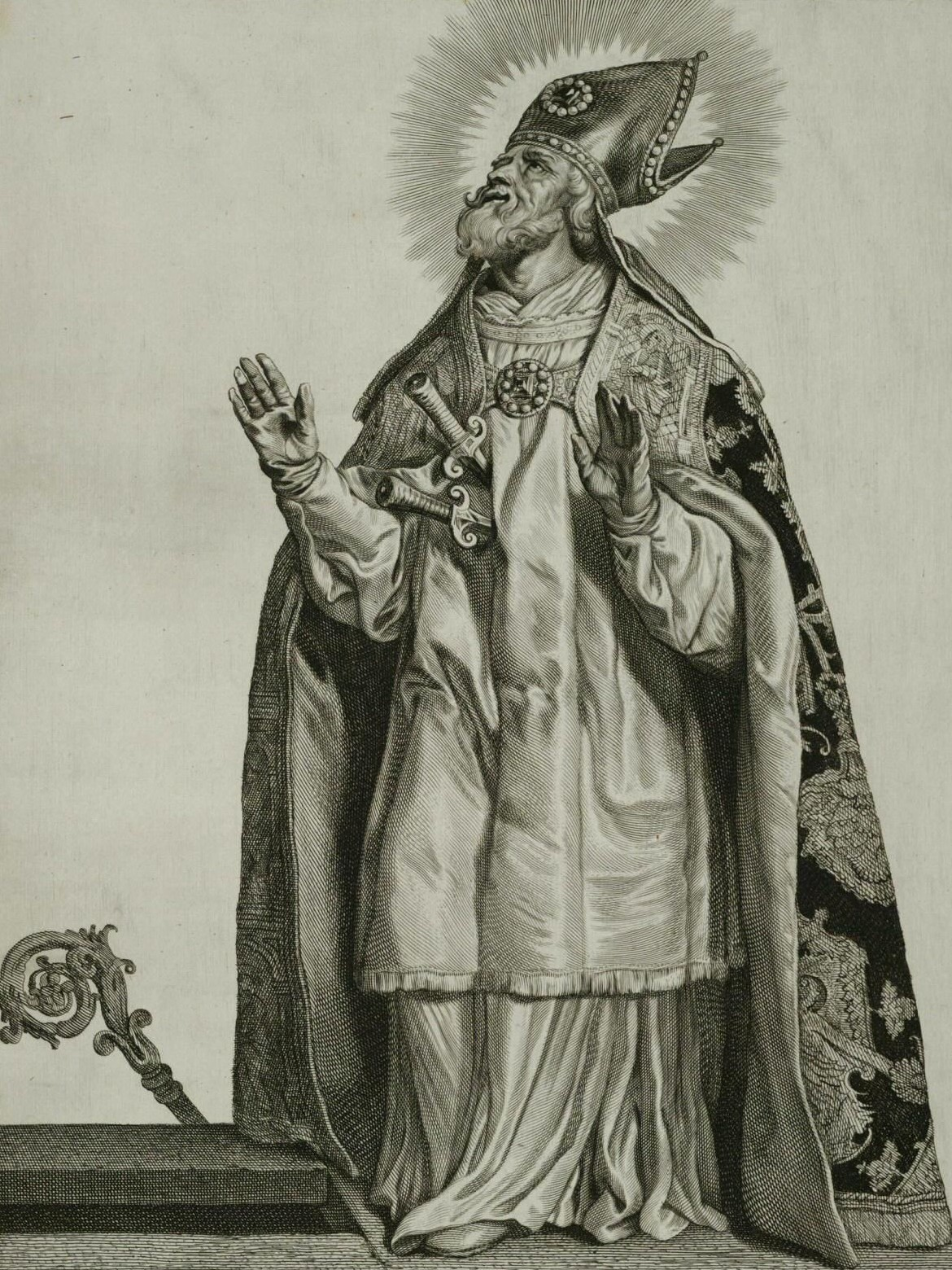
Federico de Utrecht, también venerado como santo, gobernó la diócesis de Utrecht de 828 a 838

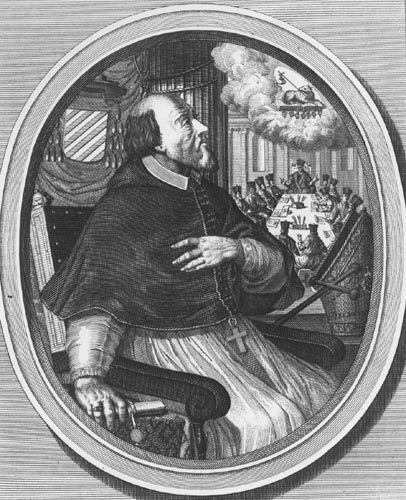
Con la Reforma protestante, la arquidiócesis de Utrecht fue suprimida y el arzobispo Frederik V Schenck van Toutenburg (en la imagen) fue expulsado de la sede

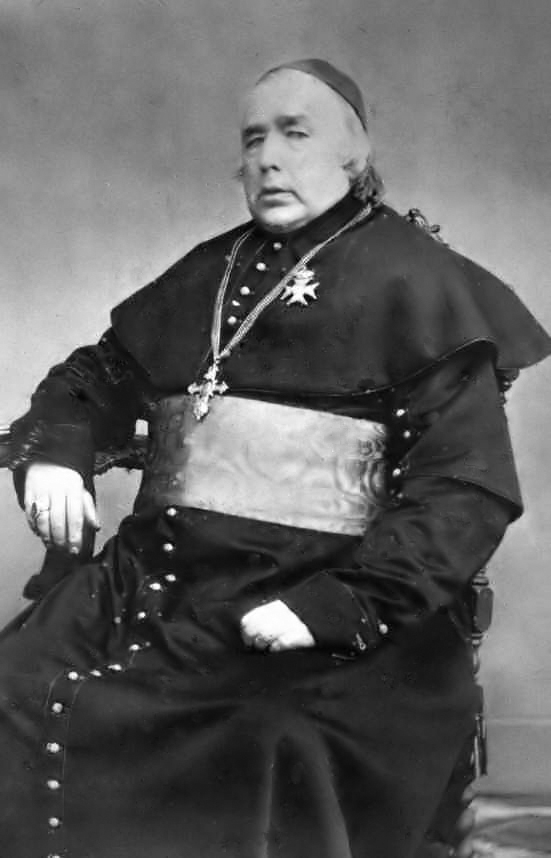
El papa Pío IX restauró la arquidiócesis en 1853 y nombró a Joannes Zwijsen como primer arzobispo después de la Reforma

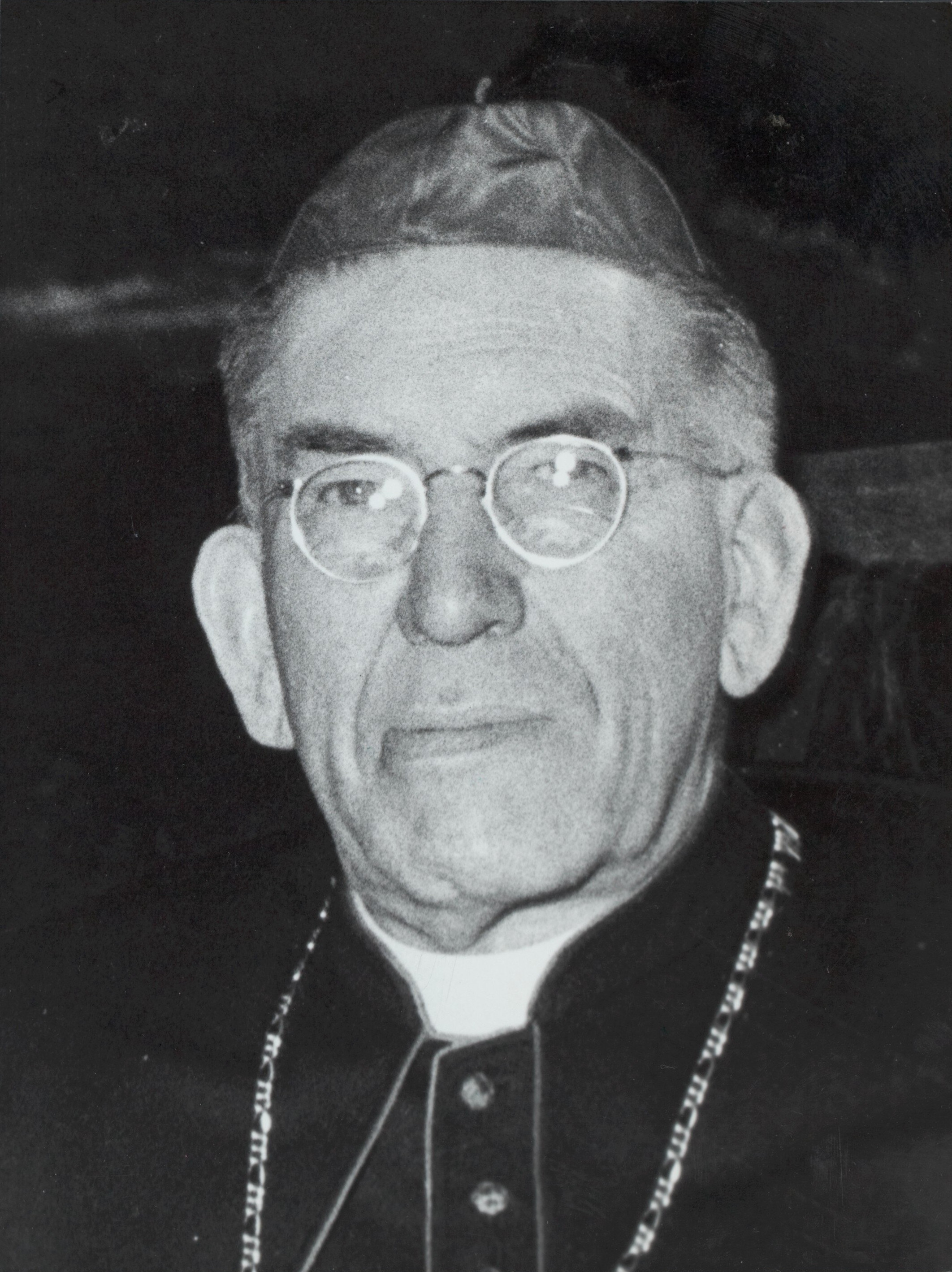
A varios obispos de Utrecht se les ha concedido la dignidad cardenalicia, entre otros el cardenal Johannes de Jong, que gobernó la arquidiócesis de 1936 a 1955

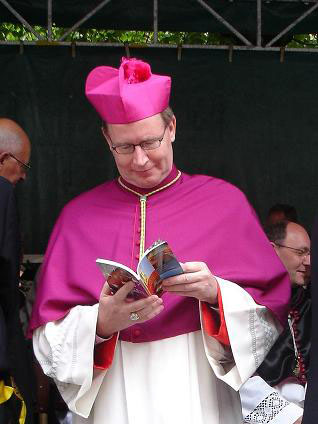
El cardenal Willem Jacobus Eijk, nombrado por el papa Benedicto XVI, gobierna la arquidiócesis desde el año 2007

### Obispos de Utrecht
- San Wilibrordo † (696-7 de noviembre de 739 falleció)
- Wera † (739?-752/753)
- San Eobano † (753-5 de junio de 754 falleció)
- San Gregorio † (754-778)[nota 3]
- San Alberico † (778-21 de agosto de 784 falleció)
- Teodardo † (784-791 falleció)
- Amacaro † (791-28 de agosto de 804 falleció)
- Ricfredo † (804-5 de octubre de 827 falleció)
- San Federico † (828-18 de julio de 838 falleció)
- Alberico II † (838-19 de noviembre de 845 falleció)
- Eginardo † (845-847 falleció)
- Ludgero † (847-22 de abril de 856 falleció)
- San Hungero † (856-22 de diciembre de 866 falleció)
- Adalboldo I † (870-10 de diciembre de 890 falleció)
- Egilboldo † (900-25 de septiembre de 900 falleció)
- San Radbodo † (901-29 de noviembre de 918 falleció)
- Balderico † (918-8 de enero de 977 falleció)
- Folcmaro (Poppone) † (977-11 de diciembre de 990 falleció)
- Baldovino I † (991-10 de mayo de 994 falleció)
- San Ansfrido † (995-3 de mayo de 1010 falleció)
- Adalboldo II, O.S.B. † (1010-27 de noviembre de 1027 falleció)
- San Bernoldo † (1027-19 de julio de 1054 falleció)
- Guillermo I † (1054-28 de abril de 1076 falleció)
- Corrado † (1076-14 de abril de 1099 falleció)
- Burchard † (1099-18 de mayo de 1112 falleció)
- Godebold † (1114-1127 renunció)
- Andreas van Cuĳk † (1128-23 de junio de 1138 falleció)
- Hartbert † (1138-10 de noviembre de 1150 falleció)
- Herman van Hoorn † (1152-23 de marzo de 1156 falleció)
- Godfried van Rhenen † (1156-27 de mayo de 1177 falleció)
- Baldovino de Holanda † (1178-10 de mayo de 1196 falleció)
- Arnold van Isenburg † (1196-8 de abril de 1197 falleció)
- Dirk van Holland † (1197-después del 9 de agosto de 1198 falleció)
- Dirk van Are (van Ahr) † (1198-5 de diciembre de 1212 falleció)
- Otón van Gelre † (1213-26 de marzo de 1215 falleció)
- Otón II de Lippe † (1215-1 de agosto de 1228 falleció)
- Vilbrando de Oldenburgo † (1228-26 de julio de 1235 falleció)
- Otón III de Holanda † (1235-3 de abril de 1249 falleció)
- Gozewĳn van Amstel (van Randerath) † (1249-4 de junio de 1250 depuesto)
- Hendrik van Vianden † (25 de octubre de 1250-2 de junio de 1267 falleció)
- Jan van Nassau † (1267-1288 renunció)
- Jan van Sierck † (10 de enero de 1291-3 de febrero de 1296 nombrado obispo de Toul)
- Willem Berthout † (4 de febrero de 1296-4 de julio de 1301 falleció)
- Guido d'Avesnes † (1301-29 de mayo de 1317 falleció)[15]
- Frederik van Sierck † (21 de noviembre de 1317-20 de julio de 1322 falleció)
  - Jacob van Oudshoorn † (1322-22 de septiembre de 1322 falleció) (obispo electo)
- Jan van Diest † (8 de noviembre de 1322-1 de junio de 1341 falleció)
  - Niccolò Capocci † (10 de enero de 1342-1342 renunció) (obispo electo)
- Jan van Arkel † (20 de noviembre de 1342-15 de abril de 1364 nombrado obispo de Lieja)
- Jan van Virneburg † (24 de abril de 1364-23 de junio de 1371 falleció)
- Arnold van Hoorn † (9 de julio de 1371-1378 nombrado obispo de Lieja)
- Floris van Wevelinkhoven † (7 de noviembre de 1379-4 de abril de 1393 falleció)
- Frederik van Blankenheim † (7 de julio de 1393-10 de octubre de 1423 falleció)
- Zweder van Culemborg † (6 de febrero de 1425-10 de diciembre de 1432 depuesto)
  - Rudolf van Diepholt † (26 de septiembre de 1426-10 de diciembre de 1432 nombrado obispo) (antiobispo)
- Rudolf van Diepholt † (10 de diciembre de 1432-25 de marzo de 1455 falleció)
  - Walram von Moers † (1434-1448 renunció) (antiobispo sostenido por el emperador Segismundo de Luxemburgo)
  - Gijsbrecht van Brederode † (7 de abril de 1455-1457 renunció) (obispo electo)
- Davide de Borgogna † (12 de septiembre de 1457-16 de abril de 1494 falleció)
- Frederik van Baden † (11 de agosto de 1496-1517 renunció)
- Filippo de Borgogna † (18 de marzo de 1517-7 de abril de 1524 falleció)
- Heinrich von Rhein † (15 de julio de 1524-20 de agosto de 1529 renunció)
- Willem Enckenwoirt † (1 de octubre de 1529-19 de julio de 1534 falleció)
- Georg van Egmond † (26 de febrero de 1535-12 de mayo de 1559 nombrado arzobispo)

### Arzobispos de Utrecht antes de la Reforma protestante
- Georg van Egmond † (12 de mayo de 1535-26 de septiembre de 1559 falleció)
- Frederik Schenck van Toutenburg † (10 de marzo de 1561-25 de agosto de 1580 falleció)
  - Herman van Rennenberg (Konrad) † (1580-28 de septiembre de 1592 falleció) (obispo electo)
  - Jan van Bruhesen † (1592-2 de septiembre de 1600 falleció) (obispo electo)

### Vicarios apostólicos de Utrecht
- Sasbout Vosmeer † (22 de septiembre de 1602-3 de mayo de 1614 falleció)
- Philippus Rovenius † (11 de octubre de 1614-11 de octubre de 1651 falleció)
- Jacobus de la Torre † (11 de octubre de 1651 por sucesión-16 de septiembre de 1661 falleció)
- Baldwin von Catz † (31 de mayo de 1662-18 de mayo de 1663 falleció)
- Johannes van Neercassel † (18 de mayo de 1663 por sucesión-6 de junio de 1686 falleció)
- Petrus Codde, C.O. † (9 de octubre de 1688-3 de abril de 1704 relevado)
- Gerhard Potcamp † (7 de diciembre de 1705-16 de diciembre de 1705 falleció)
- Adam Daemen † (10 de febrero de 1707-1717 falleció)
- Johannes van Bĳlevelt † (22 de octubre de 1717-20 de enero de 1727 falleció)

### Superiores de la misión de Holanda
- Giuseppe Spinelli † (1727-1731)
- Vincenzo Montalto † (1731-1732)
- Silvio Valenti Gonzaga † (29 de febrero de 1732-28 de enero de 1736 renunció)
- Franciscus Goddard † (1736-1737)
- Luca Melchiore Tempi † (1737-1743)
- Petrus Paulus Testa † (1744)
- Ignazio Michele Crivelli † (1744-1755)
- Carlo Molinari † (1755-1763)
- Bartolomeo Soffredini † (1763)
- Tommaso Maria Ghilini † (1763-1775)
- Joannes Antonius Maggiora † (1775-1776)
- Ignazio Busca † (1776-1785)
- Michael Causati † (1785-1786)
- Antonio Felice Zondadari † (1786-1792)
- Cesare Brancadoro † (1792-1794)
- Luigi Ciamberlani † (1794-1828)
- Francesco Capaccini † (1829-1831)
- Antonio Benedetto Antonucci † (1831-1841)
- Innocenzo Ferrieri † (1841-1847)
- Joannes Zwijsen † (1847-1848)
- Carlo Belgrado † (1848-1853)

### Arzobispos de Utrecht desde la restauración
- Joannes Zwijsen † (4 de marzo de 1853-4 de febrero de 1868 nombrado arzobispo a título personal de Bolduque)
- Andreas Ignatius Schaepman † (4 de febrero de 1868 por sucesión-19 de septiembre de 1882 falleció)
- Pieter Mathĳs Snickers † (3 de abril de 1883-2 de abril de 1895 falleció)
- Hendrik van de Wetering † (11 de julio de 1895-18 de noviembre de 1929 falleció)
- Johannes Henricus Gerardus Jansen † (11 de abril de 1930-6 de febrero de 1936 renunció[nota 4])
- Johannes de Jong † (6 de febrero de 1936 por sucesión-8 de septiembre de 1955 falleció)
- Bernard Jan Alfrink † (31 de octubre de 1955 por sucesión-6 de diciembre de 1975 retirado)
- Johannes Gerardus Maria Willebrands † (6 de diciembre de 1975-3 de diciembre de 1983 renunció)
- Adrianus Johannes Simonis † (3 de diciembre de 1983 por sucesión-14 de abril de 2007 retirado)
- Willem Jacobus Eijk, desde el 11 de diciembre de 2007